# Caribe sul-americano
O Caribe sul-americano (português brasileiro) ou Caraíbas sul-americanas (português europeu) são a parte das costas do continente sul-americano.
Como área cultural, abrange todo o litoral para o Mar do Caribe da Colômbia e parte da Venezuela (especificamente até a foz do rio Orinoco).

## Caribe colombiano

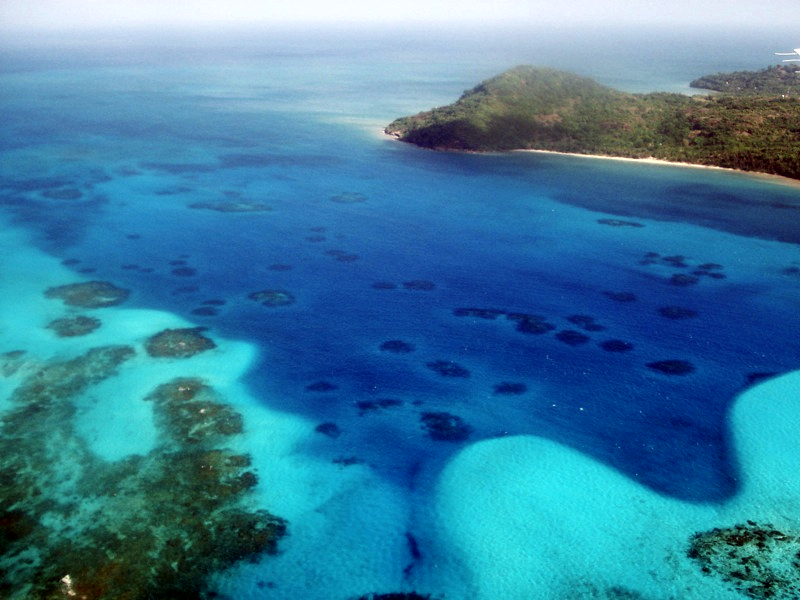
Ilha colombiana de Providência no Mar do Caribe

Desde a fronteira com Panamá até Castilletes na Península de La Guajira fronteira com a Venezuela.
Compreende as costas dos Departamentos Colombianos de Chocó (costa norte), Antioquia, Córdoba, Sucre, Bolívar, Atlántico, Magdalena e Guajira.
Além disso Colômbia possui um departamento insular no Caribe com diversas ilhas e cayos:
- Departamento de San Andrés, Providencia e Santa Catarina
  - Ilha de San Andrés
  - Ilha de Providência
  - Ilha Santa Catarina
  - Cayo Albuquerque
  - Banco Bajo Nuevo
  - Cayo Bolívar
  - Cayo Rocoso
  - Cayo Santander
  - Cayo Serranilla
  - Cayo Serrana
  - Cayo Quita Sueño

## Caribe venezuelano

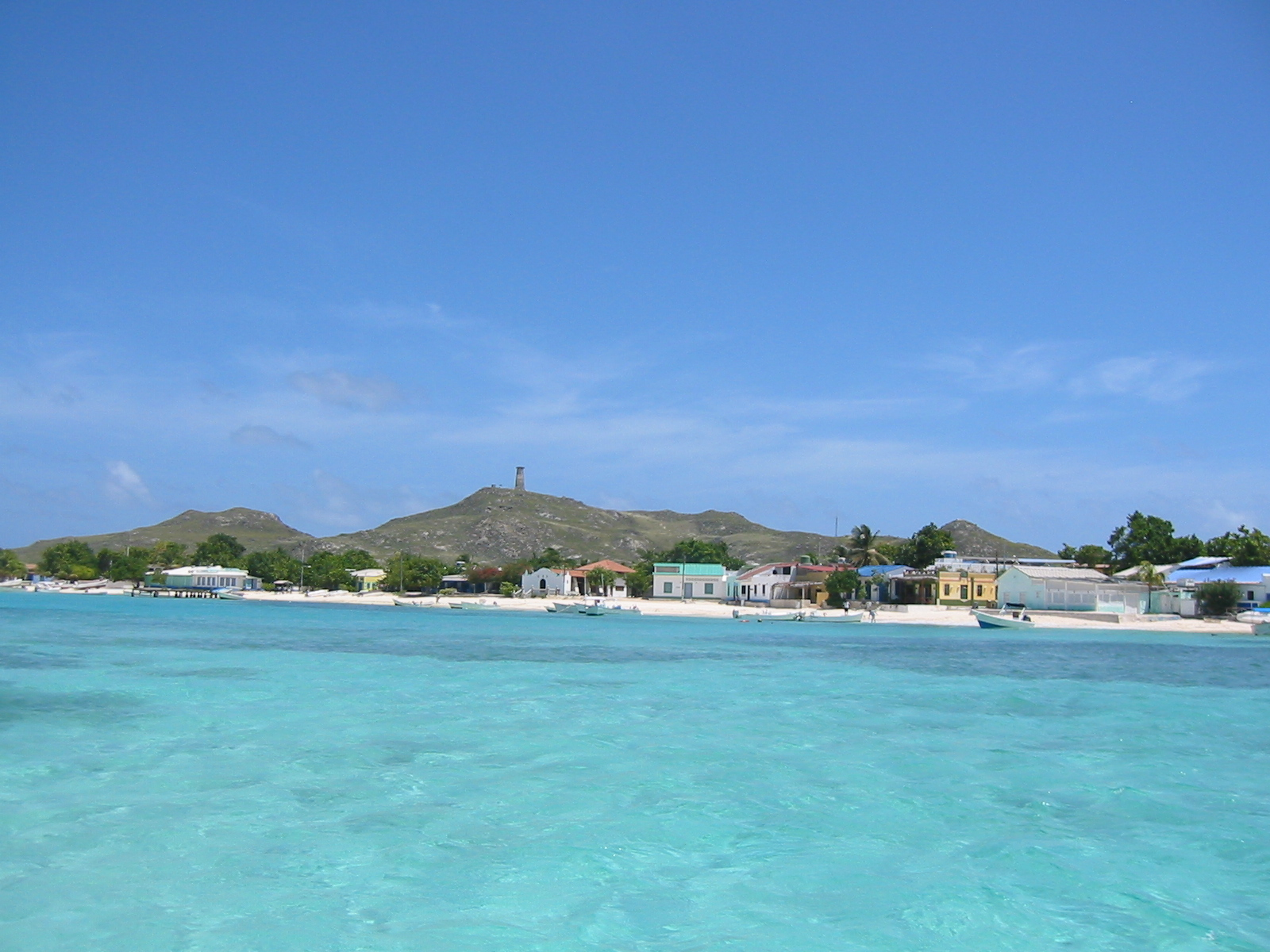
Ilha Gran Roque, no Arquipélago de Los Roques no Caribe Venezuelano

Desde Castilletes na fronteira com a Colômbia até a costa norte da Península de Paria, no Estado Sucre, a leste da Venezuela.
Compreende as Costas dos Estados venezuelanos de Zulia, Falcón, Yaracuy, Carabobo, Aragua, Vargas, Miranda, Anzoátegui e a costa norte e nordeste de Sucre.
Venezuela é o país que possui as maiores costas sobre o Mar do Caribe, e no confluente das regiões setentrionais da Cordilheira dos Andes e o Planalto das Guianas, também é o país com maior território marítimo reconhecido neste Mar.
Venezuela possui duas entidades federais insulares no Caribe (Nueva Esparta e as Dependências Federais) além de diversos arquipélagos, cayos, ilhas e ilhotes incorporados a territórios de vários estados que formam parte do Caribe:
- Estado Anzoátegui
  - Ilhas Chimanas
  - Ilhas Borrachas
  - Ilhetas de Píritu
- Estado Carabobo
  - Ilha Larga
- Estado Nueva Esparta
  - Ilha de Margarita
  - Ilha de Coche
  - Ilha de Cubagua
- Estado Sucre
  - Ilhas Caracas
- Dependências Federais da Venezuela
  - Arquipélago Los Monjes
  - Arquipélago Las Aves
  - Arquipélago los Testigos
  - Archipélago Los Frailes
  - Ilha Los Hermanos
  - Ilha de Aves
  - Ilha la Sola
  - Ilha la Tortuga
    - Cayo Herradura
    - Ilhas Los Tortuguillos

  - Ilha la Orchila
  - Ilha la Blanquilla
  - Ilha de Patos
  - Arquipélago de Los Roques
    - Gran Roque
    - Cayo Francisquí
    - Cayo Lanquí
    - Cayo Nordisquí
    - Cayo Madrisquí
    - Cayo Crasquí
    - Cayos Dos Mosquises
- Estado Zulia
  - Ilha de San Carlos
  - Ilha de Toas
  - Ilha de Zapara
  - Ilha Los Pájaros
  - Ilha de Pescadores
  - Ilha de Providência